# Nuevo formalismo

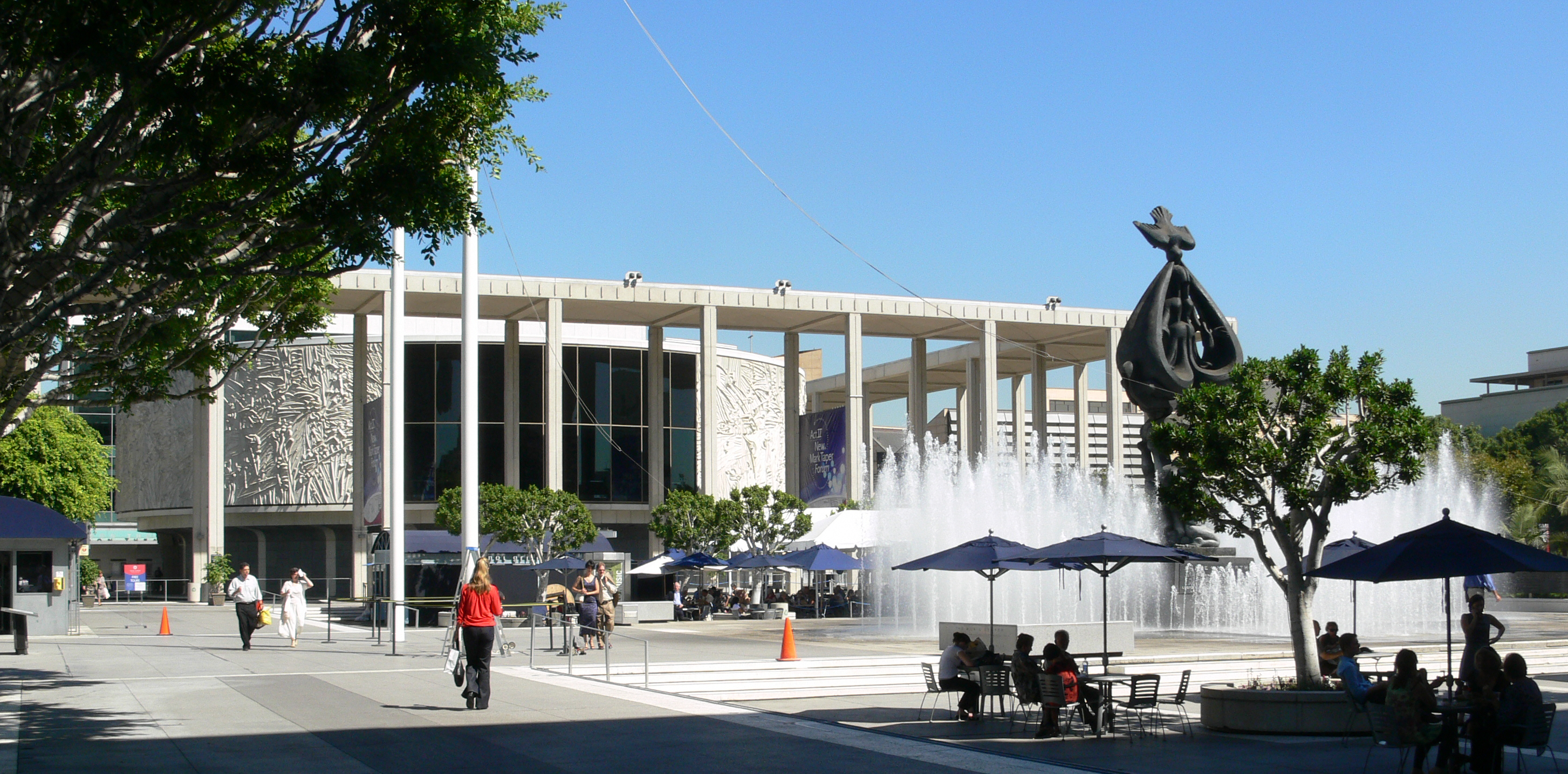
El Mark Taper Forum de Los Ángeles, diseñado por Welton Becket and Associates (1967).

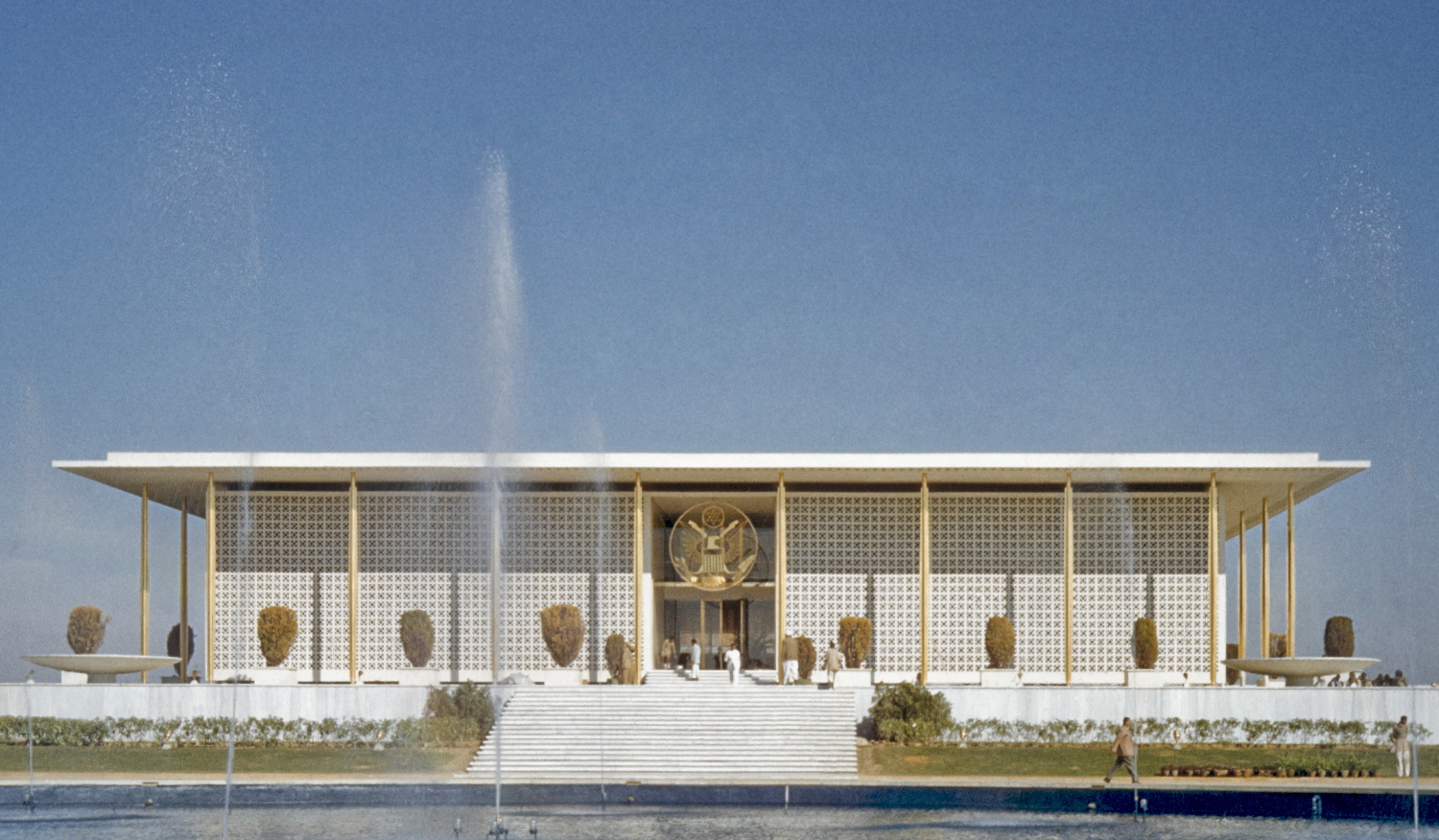
La embajada de los Estados Unidos en Nueva Delhi de Edward Durrell Stone (1954).

El nuevo formalismo es un estilo arquitectónico que apareció en los Estados Unidos a mediados de la década de 1950 y floreció en la década de 1960. Los edificios diseñados en este estilo muestran elementos clásicos como «alzados estrictamente simétricos», proporciones clásicas, columnas clásicas y entablamentos y columnatas muy estilizados. El estilo se usó principalmente en edificios culturales, institucionales y cívicos de alto perfil. Habitualmente se considera que la embajada de los Estados Unidos en Nueva Delhi, diseñada por Edward Durrell Stone en 1954, que mezcla la arquitectura oriental con conceptos occidentales modernos, marca el inicio simbólico del nuevo formalismo.
Entre las características habituales del nuevo formalismo se encuentran:
- El uso de materiales tradicionalmente considerados ricos, como travertino, mármol y granito, o materiales artificiales que imitan sus cualidades.
- Los edificios habitualmente están diseñados sobre un podio.
- Su diseño pretende conseguir una monumentalidad moderna.
- Adopta precedentes clásicos, con elementos como arcos, columnatas, columnas clásicas y entablamentos.
- Fachadas con superficies lisas.
- La delicadeza de los detalles.
- Paisajismo formal: uso de estanques, fuentes y esculturas en una plaza central.

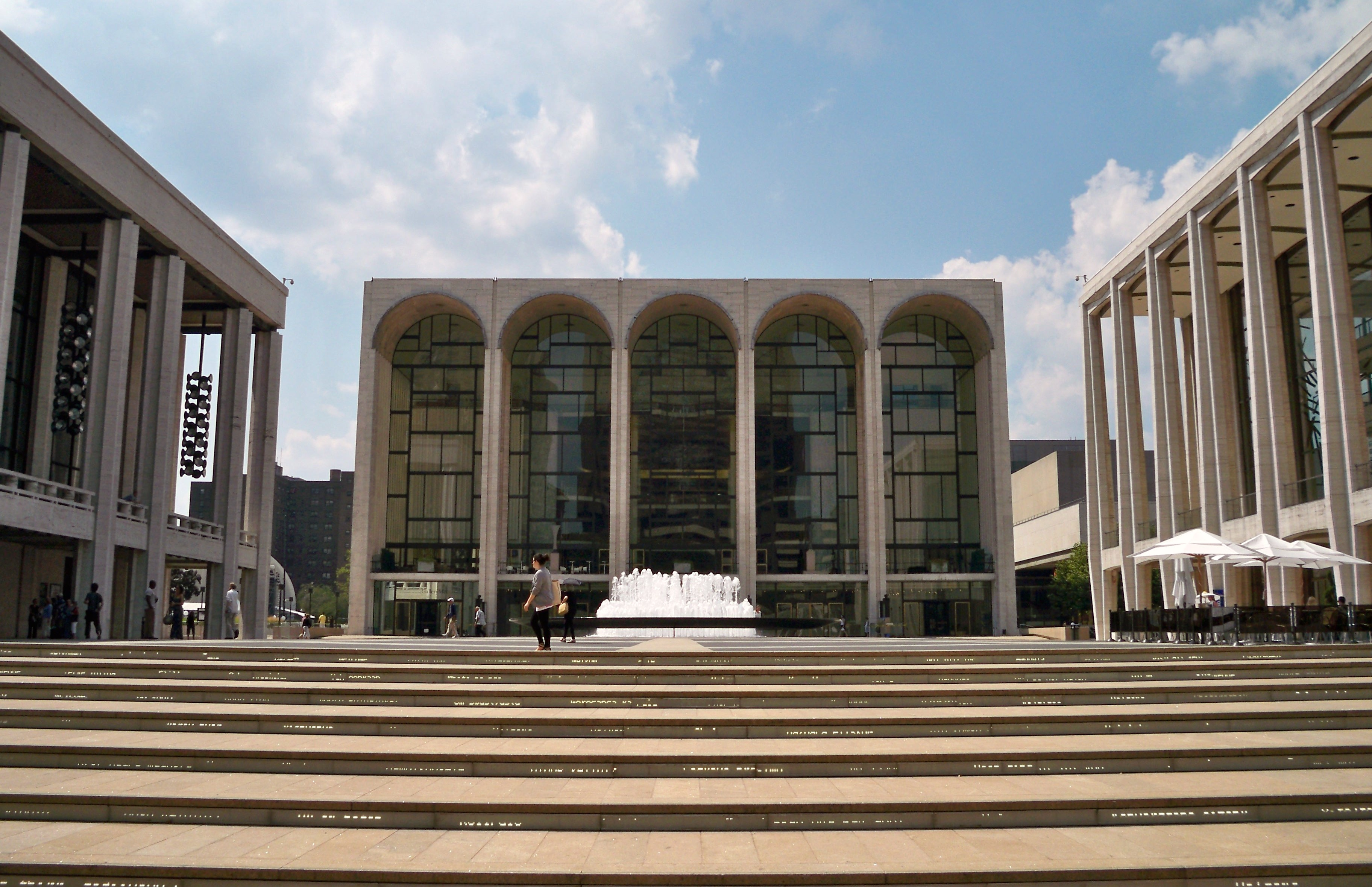
El Lincoln Center for the Performing Arts.

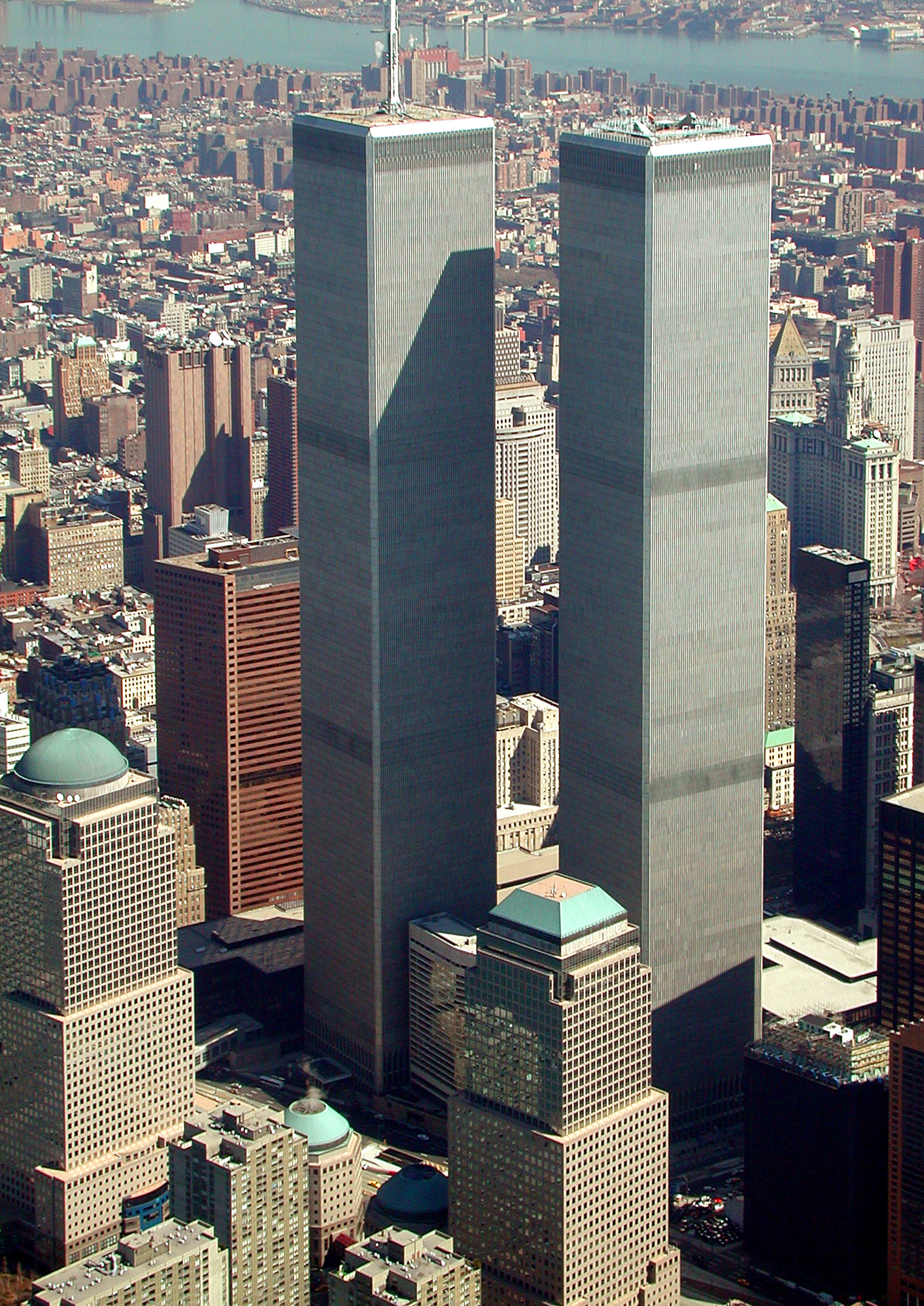
El World Trade Center.

Algunos de los arquitectos más destacados de este estilo son:
- Welton Becket
- Philip Johnson
- Edward Durell Stone
- Minoru Yamasaki

Como ejemplos destacados del nuevo formalismo cabe mencionar:
- Embajada de los Estados Unidos, Nueva Delhi, India (1954).
- McGregor Memorial Conference Center, Detroit, Michigan (1958).
- Pacific Science Center, Seattle, Washington (1962).
- Lincoln Center for the Performing Arts, Nueva York (1962-69).
- Aeropuerto Internacional de Memphis, Memphis, Tennessee (1963).
- Uptown Campus, Universidad de Albany, Albany, Nueva York (1964).
- 2 Columbus Circle, Nueva York (1964).
- Dorothy Chandler Pavilion, Los Ángeles, California (1964).
- Cambridge Tower, Austin, Texas (1965).
- Ahmanson Theater, Los Ángeles, California (1967).
- Mark Taper Forum, Los Ángeles, California (1967).
- United States Confluence Theater (actualmente John H. Wood Federal Courthouse), San Antonio, Texas (1968).
- The Forum, Inglewood, California (1967).
- Wilshire Colonnade, Los Ángeles, California (1970).
- John F. Kennedy Center for the Performing Arts, Washington D. C. (1971).
- Teacher Retirement System of Texas Headquarters, Austin, Texas (1973).
- World Trade Center, Nueva York (1973-2001).
- Mezquita Istiqlal, Yakarta, Indonesia (1978).